# Сурхандаринска област
Сурхандаринска област (узб. Surxondaryo viloyati, Сурхондарё вилояти) једна је од 12 области Узбекистана. Подељена је на 14 округа, а главни град области је Термез.